# Дамата изчезва
„Дамата изчезва“ (на английски: The Lady Vanishes) е британски игрален филм от 1938 година, трилър, режисиран от Алфред Хичкок по сценарий, адаптиран от Сидни Гилиат и Франк Лондър по романа на Етел Лина Уайт „Колелото се върти“ (1936). Главните роли се изпълняват от Маргарет Локууд, Майкъл Редгрейв, Пол Лукас и Мей Уити, а във филма участват също Сесил Паркър, Нонтън Уейн и Базил Радфорд.

## Сюжет
Внимание:  Текстът по-долу разкрива сюжета на произведението (или части от него)!
Действието започва в претъпкания хотел в една страна в Алпите. Многобройните туристи чакат закъсняващия влак. Сред тях е и младата Айрис Хендерсън (Маргарет Локууд), която се връща в Англия, където скоро трябва да се омъжи. В хотела тя се запознава с възрастната гувернантка мис Фрой (Мей Уити), а също и със самоуверения музикант Джилбърт (Майкъл Редгрейв). На следващото утро влакът пристига. По време на спирането му върху главата на Айрис пада саксия, която е предназначена за мис Фрой. Мис Фрой помога на Айрис да се качи на влака, предлага и чай, след което момичето заспива. Когато тя се събужда, мис Фрой е изчезнала. Освен това, всички останали пътници уверяват Айрис, че мис Фрой не е била във влака и че твърденията и са вследствие удара по главата. Но Айрис не е съгласна и решава да разбере какво се случва. В това и помага, оказалия се тук Джилбърт...

## В ролите
| Актьор          | Роля            |
| --------------- | --------------- |
| Маргарет Локууд | Айрис Хендерсън |
| Майкъл Редгрейв | Джилбърт        |
| Пол Лукас       | доктор Хартц    |
| Мей Уити        | мис Фрой        |
| Сесил Паркър    | г-н Тодхантър   |
| Нонтън Уейн     | Колдикът        |
| Базил Радфорд   | Чартърс         |

## Камео на Алфред Хичкок
Алфред Хичкок се появява в камео роля – върви по перона на лонсонската гара „Виктория“ и пуши.

## Награди
„Дамата изчезва“ е предпоследният филм на Хичкок преди неговото преместване в Холивуд. Със своя успех във Великобритания, където се превръща в най-успешния британски филм до този момент, както и в Съединените щати, където „Ню Йорк Таймс“ го обявява за най-добрия филм на 1938 година. „Дамата изчезва“ допринася за изгодните условия, които режисьорът получава при своето заминаване за Америка.
| Награди                                                | Награди            | Награди       | Награди                                        |
| Награда                                                | Категория          | Име           | Резултат                                       |
| ------------------------------------------------------ | ------------------ | ------------- | ---------------------------------------------- |
| Награди на Съюза на Нюйоркските филмови критици – 1938 | Най-добър режисьор | Алфред Хичкок | най-добър режисьор – за филма „Дамата изчезва“ |

## Римейкове
- The Lady Vanishes, американски филм от 1979 г. с участието на Сибил Шепърд.
- The Lady Vanishes, британски телевизионен филм от 2013 г., с участието на Тапънс Мидълтън.